# Shomin-geki
Shomin-geki (庶民 劇) és una paraula pseudojaponesa inventada pels estudiosos i acadèmics de cinema occidentals per referir-se a un tipus de cinema japonès. En concret, s'empra per descriure un gènere cinematogràfic constituït per pel·lícules centrades en el drama familiar i en la vida quotidiana de gent corrent i que, a més, constitueixen una forma de crítica o expressió artística sobre la societat japonesa. Aquest gènere es podria considerar com un vessant del gènere gendai-geki, atès que les pel·lícules que s'engloben en ambdós gèneres solen constituir drames contemporanis que es desenvolupen en el món modern. Tot i això, shomin-geki i gendai-geki normalment es descriuen com a gèneres independents. En japonès la paraula correcta per designar aquest gènere és shōshimin-eiga.
Mikio Naruse i Yasujiro Ozu són dos dels directors més prominents, les obres dels quals entronquen millor amb la temàtica pròpia d'aquest gènere. Altres directors dels quals també s'ha dit que han treballat el shomin-geki són Heinosuke Gosho, Keisuke Kinoshita, i ocasionalment Kenji Mizoguchi.

## La història del gènere
L'any 1923, el cineasta Yasujiro Shimazu va dirigir Father (Otôsan), pel·lícula que marca l'inici del shomin-geki. Shimazu va emprar aquest gènere com a vehicle per a la comèdia lleugera.
El shomin-geki es va començar a desenvolupar en una època en què els melodrames van adquirir gran protagonisme. Un dels cineastes que en produïa més era el jove Mikio Naruse, qui l'any 1935 va dirigir Wife! Be Like a Rose!, una pel·lícula sonora que va marcar el seu primer allunyament del melodrama i el principi de la seva obra en el shomin-geki, gènere que havia estat creixent al mateix temps que el melodrama.
Les pel·lícules típicament designades com pertanyents al gènere shomin-geki són les que tracten sobre les vides de gent corrent, particularment sobre individus integrants de la classe mitjana baixa. Fins aleshores, havien predominat les pel·lícules centrades en les classes altes i el proletariat. No va ser fins l'arribada del shomin-geki que la classe mitjana japonesa va poder comptar finalment amb un gènere enterament dedicat a explicar les seves històries. Un dels directors que es va acabar especialitzant en el gènere va ser el mateix que va marcar el seu inici l'any 1923: Yasujiro Shimazu. L'any 1925 va començar a experimentar amb les formes del gènere amb A Village Teacher, pel·lícula que explica la història d'un vell professor d'escola i els seus alumnes. És una pel·lícula molt similar a la coneguda Twenty-four Eyes (Nijushi no Hitomi), dirigida per Keisuke Kinoshita l'any 1954, qui va ser un dels molts assistents de Shumazu que va aconseguir l'èxit i la fama.
Un altre director que es va especialitzar en el gènere va ser Heinosuke Gosho, un altre assistent de Shimazu, a qui se li atribueix el crèdit d'haver desenvolupat les formes pròpies del gènere. L'any 1927 ja havia mostrat interès pel gènere en una pel·lícula com The Lonely Roughneck (Sabishii Rambo-mono), així com l'any 1928 amb The Village Bride (Mura no Hanayome). Gosho va dirigir el 1931 la pel·lícula sonora The Neighbour's Wife and Mine (Madamu to nyobo), una comèdia amb trets de shomin-geki. Aquesta pel·lícula fou indicatiu del gir còmic que va donar el gènere després de l'arribada del sonor.
El shomin-geki va donar un gir més amb les pel·lícules de Kajiro Yamamoto. La seva pel·lícula de l'any 1938 Composition Glass (Tsuzurikata Kyoshitsu) consisteix en una col·lecció d'episodis, el principal propòsit dels quals era mostrar com certs esdeveniments donen forma a la vida dels personatges principals, procedint la unitat del relat no de la història en si mateixa sinó de l'efecte acumulatiu dels episodis en el seu conjunt.
El shomin-geki arribarà a un pic expressiu a les dècades dels 50 i els 60, al Japó de la postguerra i de les seqüeles de l'americanització, de la mà de directors com Yasujiro Ozu i Mikio Naruse, qui van realitzar aportaciones tan rellevants i tan representatives com Cuentos de Tokio (1953) i Cuando una mujer sube la escalera (1960) respectivament. Aquests dos directors van transcendir les formes del gènere i van demostrar la seva capacitat per parlar de la realitat en què vivia la societat japonesa de l'època. Les seves pel·lícules normalment giraven al voltant de personatges femenins amb relació a una societat canviant i/o necessitada de canvi. No obstant això, aquests directors enfoquen aquesta realitat des d'òptiques diferents: mentre que el cinema d'Ozu és tendre i lleuger, el de Naruse és marcadament cru i pessimista.
L'empremta d'ambdós directors ha estat inesborrable i, tot i que potser el terme shomin-geki s'associï més a una època passada, encara hi ha directors l'obra fílmica dels quals podria englobar-se en aquest gènere. Un clar exemple seria la figura del guanyador de la Palma d'Or de l'any 2018, el japonès Hirokazu Koreeda. El cinema de Koreeda incorpora trets identitaris del shomin-geki i la seva filmografia, igual que la d'Ozu o la de Naruse en el seu moment, compon "un mostrari de la transformació social soferta pel Japó des de la postguerra, quedant exposada la fragilitat dels valors inherents a l'estructura familiar".

## Temes recurrents
Tot i que cada pel·lícula és diferent i l'enfocament de cada director és personal, en el gènere del shomin-geki es poden identificar alguns temes recurrents i alguns trets característics.
Així, el shomin-geki estableix una dialèctica amb l'època en què es realitza. En aquest sentit, moltes de les pel·lícules que integren aquest gènere podrien entendre's com a representació o reflex d'una realitat concreta. El cert és que totes elles fan referència a realitats socials que han provat ser històricament transversals i universals, com ara la disparitat generacional i els conflictes derivats d'aquesta, els quals acostumen a manifestar-se en el microcosmos familiar. A més, les pel·lícules d'aquest gènere destaquen per exemplificar el concepte japonès del mono no aware.

## Aclariment de termes
- Shomin (庶民) - gent corrent, poble, masses, plebeu.
- Shōshimin (小市民) - petita burgesia, classe mitjana baixa.
- Geki (劇) - drama, obra.